# Kundendisplay
Ein Kundendisplay ist eine elektronische Vorrichtung, welche es dem Verbraucher ermöglicht, seine Einkäufe an einer Kasse protokolliert zu verfolgen.

## Geschichte
Alte, mechanische Registrierkassen verfügten beidseitig über Zahlenwerke, welche die eingegebenen Beträge anzeigten. Mit der Einführung der Elektronik verschwanden diese technisch aufwändigen und lauten Kassen mehr und mehr. Die Miniaturisierung der Registrierkassen hatte zur Folge, dass die meisten Angaben auf den elektronischen Displays vom Kunden kaum zu erkennen waren. Aus diesem Grunde hat die Industrie das Kundendisplay als separate Gerätschaft konzipiert, die im unmittelbaren Sichtbereich des Kunden platziert wird.

## Anwendungen
Große Kaufhäuser verfügen meist über eigens eingerichtete Kassensysteme, bei denen das Kundendisplay eine wesentliche Rolle spielt. Die Displays kommen in allen Bereichen des Handels zum Einsatz und vermitteln eine Form der professionellen Kasse.